# Earl Barron
Earl David Barron jr. (Clarksdale, 14 agosto 1981) è un ex cestista e allenatore di pallacanestro statunitense.

## Carriera
Barron ha giocato per tre anni nei Miami Heat, dove non ha mai trovato molto spazio visto che nel suo ruolo c'erano già Shaquille O'Neal e Alonzo Mourning.
Nell'estate 2008 è passato alla Fortitudo Bologna, la quale però non lo ha mai tesserato interrompendo il rapporto con il giocatore ancor prima dell'inizio della stagione.
Il 17 aprile 2013 viene ingaggiato dai New York Knicks, squadra con cui giocò già in passato nella stagione 2009-2010.
Il 21 novembre 2017, dopo 2 anni fuori dall'NBA passati in Asia tra il Giappone e Taiwan annunciò il proprio ritiro dall'attività professionistica, divenendo assistente allenatore dei Northern Arizona Suns, squadra affiliata ai Phoenix Suns che milita in G-League.

## Statistiche

### College
| Anno       | Squadra        | PG  | PT | MP   | TC%  | 3P%  | TL%  | RP  | AP  | PRP | SP  | PP  |
| ---------- | -------------- | --- | -- | ---- | ---- | ---- | ---- | --- | --- | --- | --- | --- |
| 1999-2000  | Memphis Tigers | 30  | 17 | 16,9 | 43,0 | 0,0  | 54,8 | 3,9 | 0,8 | 0,5 | 1,0 | 5,6 |
| 2000-2001  | Memphis Tigers | 36  | 10 | 19,2 | 54,1 | -    | 58,3 | 4,7 | 0,4 | 0,4 | 1,3 | 8,3 |
| 2001-2002† | Memphis Tigers | 36  | 21 | 21,7 | 52,0 | 33,3 | 78,3 | 5,4 | 0,9 | 0,6 | 0,8 | 9,2 |
| 2002-2003  | Memphis Tigers | 26  | 15 | 21,3 | 39,2 | 10,0 | 81,3 | 5,5 | 0,8 | 0,3 | 1,0 | 7,9 |
| Carriera   | Carriera       | 128 | 63 | 19,8 | 47,9 | 17,4 | 68,5 | 4,9 | 0,7 | 0,4 | 1,0 | 7,8 |

### NBA

#### Regular Season
| Anno       | Squadra             | PG  | PT | MP   | TC%  | 3P%  | TL%  | RP   | AP  | PRP | SP  | PP   |
| ---------- | ------------------- | --- | -- | ---- | ---- | ---- | ---- | ---- | --- | --- | --- | ---- |
| 2005-2006† | Miami Heat          | 8   | 0  | 5,6  | 31,3 | -    | 75,0 | 1,3  | 0,0 | 0,0 | 0,0 | 1,6  |
| 2006-2007  | Miami Heat          | 28  | 0  | 7,3  | 28,9 | 0,0  | 94,4 | 1,5  | 0,2 | 0,2 | 0,1 | 2,3  |
| 2007-2008  | Miami Heat          | 46  | 15 | 19,3 | 40,4 | 7,7  | 70,1 | 4,3  | 0,6 | 0,4 | 0,2 | 7,1  |
| 2009-2010  | N.Y. Knicks         | 7   | 6  | 33,1 | 44,1 | -    | 75,9 | 11,0 | 1,1 | 0,6 | 0,6 | 11,7 |
| 2010-2011  | Phoenix Suns        | 12  | 6  | 15,3 | 23,5 | -    | 60,0 | 3,3  | 0,3 | 0,5 | 0,3 | 3,0  |
| 2010-2011  | Milwaukee Bucks     | 7   | 0  | 12,1 | 45,9 | -    | 100  | 3,1  | 0,6 | 0,3 | 0,3 | 5,1  |
| 2010-2011  | Portland T. Blazers | 2   | 1  | 18,5 | 27,3 | -    | 50,0 | 7,0  | 1,5 | 0,0 | 0,0 | 3,5  |
| 2011-2012  | G.S. Warriors       | 2   | 0  | 4,5  | 50,0 | -    | -    | 0,5  | 0,0 | 0,0 | 0,0 | 2,0  |
| 2012-2013  | Wash. Wizards       | 11  | 1  | 11,1 | 35,1 | -    | 40,0 | 3,9  | 0,3 | 0,5 | 0,5 | 2,5  |
| 2012-2013  | N.Y. Knicks         | 1   | 1  | 37,0 | 35,7 | -    | 50,0 | 18,0 | 2,0 | 0,0 | 1,0 | 11,0 |
| 2013-2014  | N.Y. Knicks         | 16  | 1  | 8,9  | 30,8 | 50,0 | 50,0 | 1,8  | 0,3 | 0,3 | 0,1 | 2,0  |
| Carriera   | Carriera            | 140 | 31 | 14,2 | 37,1 | 16,7 | 70,2 | 3,5  | 0,5 | 0,3 | 0,2 | 4,6  |

#### Playoffs
| Anno     | Squadra             | PG | PT | MP  | TC% | 3P% | TL% | RP  | AP  | PRP | SP  | PP  |
| -------- | ------------------- | -- | -- | --- | --- | --- | --- | --- | --- | --- | --- | --- |
| 2011     | Portland T. Blazers | 1  | 0  | 0,0 | -   | -   | -   | 0,0 | 0,0 | 0,0 | 0,0 | 0,0 |
| Carriera | Carriera            | 1  | 0  | 0,0 | -   | -   | -   | 0,0 | 0,0 | 0,0 | 0,0 | 0,0 |

## Palmarès
- Campione NIT (2002)
- Campionato NBA: 1

Miami Heat: 2006
- All-NBDL First Team (2015)
- All-NBDL Third Team (2010)